# Saint-Michel-des-Andaines

Saint-Michel-des-Andaines este o comună în departamentul Orne, Franța. În 1 ianuarie 2018 avea o populație de 325 de locuitori.